# Massif du Montdenier
Le massif du Montdenier est un groupe montagneux des Préalpes de Digne, dans le département des Alpes-de-Haute-Provence. Il est délimité au nord par la vallée de l'Asse, à l'est et au sud par la vallée du Verdon, et à l'ouest par le plateau de Valensole. Il est rattaché au massif des Trois-Évêchés par le col des Robines (982 m). Il tire son appellation d'un de ses principaux sommets, le Montdenier, en bordure occidentale du massif ; celui-ci n'en est pas le point culminant mais il en est le principal sommet visible depuis le plateau adjacent.

## Géographie

### Topographie

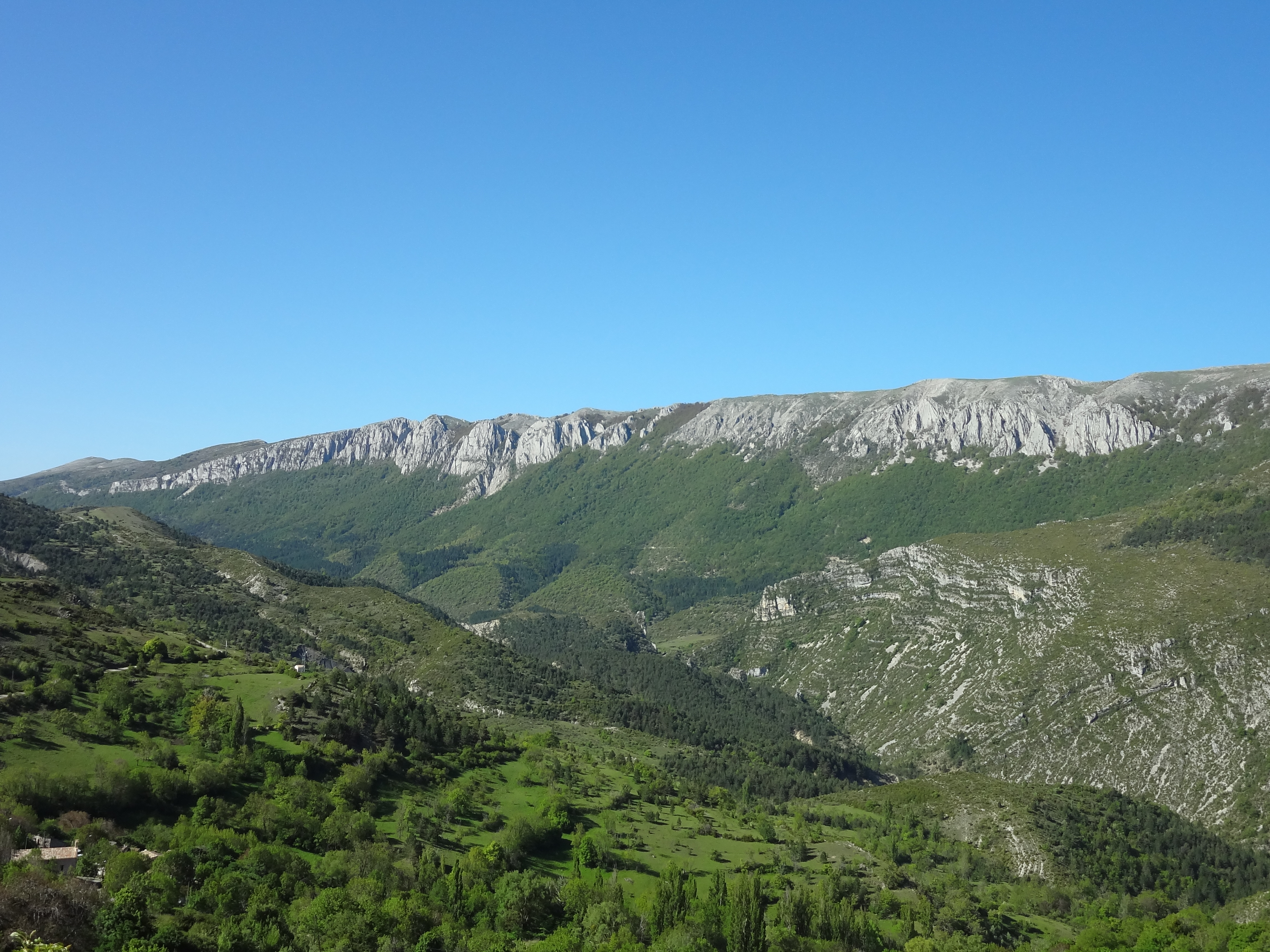
Serre de Montdenier.

Le massif est constitué de barres rocheuses globalement parallèles, d'orientation nord-ouest - sud-est, séparées par des vallées encaissées et peu peuplées.
Ses principaux sommets sont :
- le Mourre de Chanier (1 930 m) ;
- le mont Chiran (1 905 m), sur lequel se trouve un observatoire astronomique ;
- la crête de Berbené (1 771 m) ;
- le Montdenier (1 751 m) ;
- le sommet de Pré Chauvin (1 741 m) ;
- le sommet du Castellard (1 726 m) ;
- la montagne de Vibres (1 693 m).

### Hydrographie
Il est drainé par l’Estoublaïsse, l’Asse de Blieux et le Bau.

### Géographie humaine

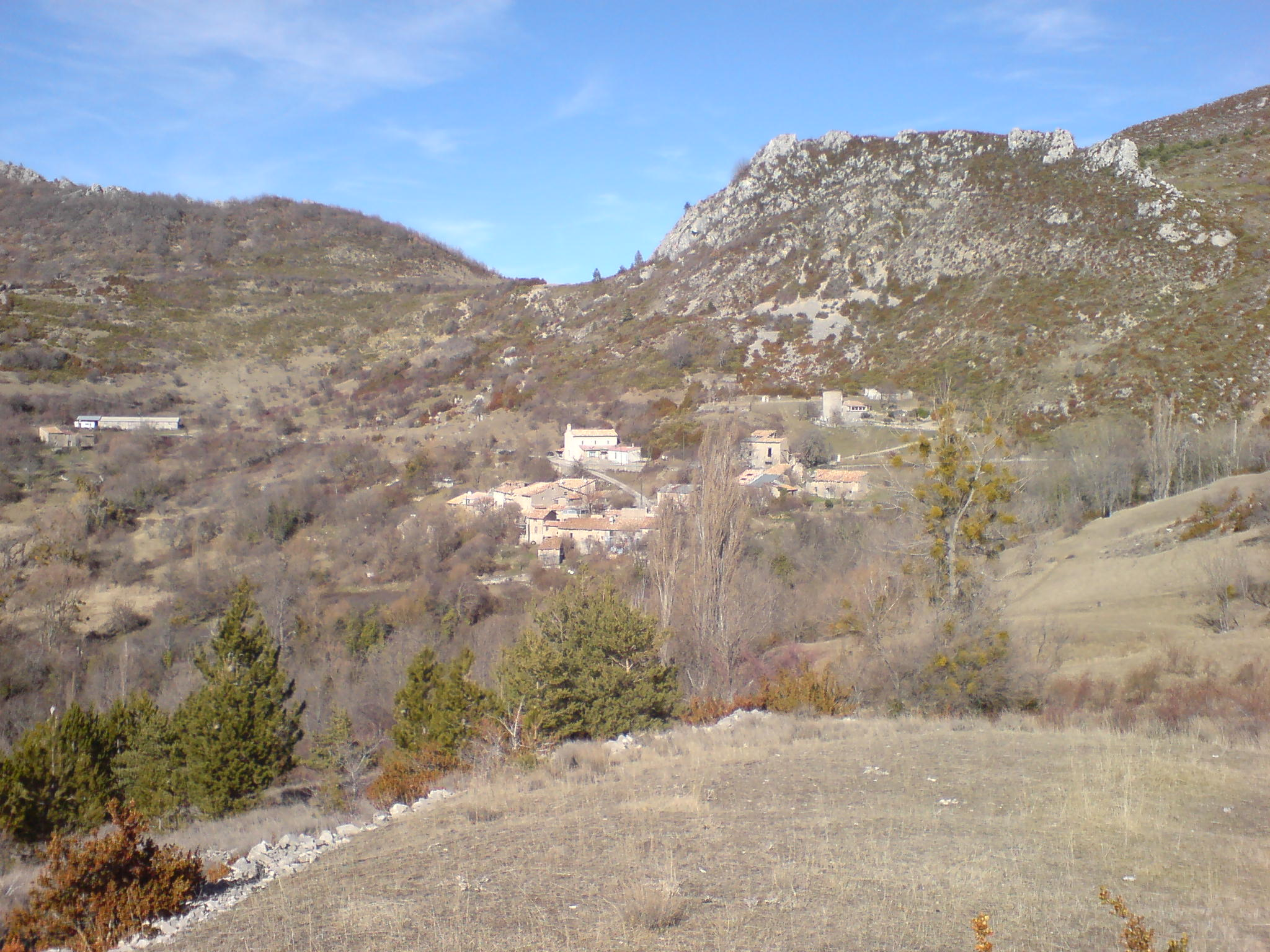
Majastres

Il s’étend sur 12 communes, dont les 5 premières sont entièrement situées dans le massif :
- Beynes ;
- Blieux ;
- Majastres ;
- Saint-Jurs ;
- Senez (avec également son enclave formée par l’ancienne commune du Poil) ;
- Barrême ;
- Castellane (anciennes communes de Chasteuil, Taulanne et Villars-Brandis) ;
- Chaudon-Norante ;
- Estoublon ;
- La Palud-sur-Verdon ;
- Moustiers-Sainte-Marie ;
- Rougon.

Ces communes ont perdu 70 % de leur population de 1836 à 1936.
Le premier propriétaire foncier est l’État, qui a profité de la déprise agricole pour racheter massivement des terres via l’Office national des forêts (ONF). Les acquisitions successives lui permettent de posséder 40 % du territoire du massif, dont  40 % (soit 16 % du massif) sont exploités à des fins économiques, les massifs restants étant soit inexploitables, soit considérés comme patrimoniaux à fins de conservation paysagère ou écologique.
Malgré cela, l’espace reste utilisé, notamment par les agriculteurs (62 en 1993, encore 35 en 2010). Ceux-ci, essentiellement des éleveurs ovins qui utilisent de vastes espaces de parcours, sont en concurrence plus ou moins forte avec d’autres acteurs : les résidents secondaires, héritiers ou non, les sociétés de chasse qui achètent de vastes domaines qu’elles se réservent. Enfin, deux derniers groupes revendiquent cet espace vide : les touristes et les écologistes, qui ont recensé plusieurs zones naturelles d'intérêt écologique, faunistique et floristique (ZNIEFF).
Tous ces acteurs s’opposent sur les choix de gestion du territoire, dont les occupants n’ont pas de pouvoir de décision.
L’isolement et la désertification exceptionnels de ce territoire ont servi de prétexte à un film, Les Naufragés de la D17 (du nom de la route partiellement asphaltée qui traverse le massif).

## Histoire
Le massif a été particulièrement touché par l’exode rural qui l’a littéralement vidé de ses habitants. Majastres, la commune centre, ne compte que deux habitants ; cinq communes du cœur du massif ont disparu faute d’habitants :
- Creisset, rattaché à Beynes en 1925 ;
- Levens, rattaché à Majastres en 1951 ;
- Trévans, rattaché à Estoublon en 1973 ;
- Le Poil rattaché à Senez en 1974 ;
- Châteauneuf-les-Moustiers, rattaché à La Palud-sur-Verdon en 1974.

Au total, sur les 19 communes qui s’étendaient en tout ou partie sur le massif de Montdenier en 1800, 8 ont disparu.

Photos du massif du Montdenier
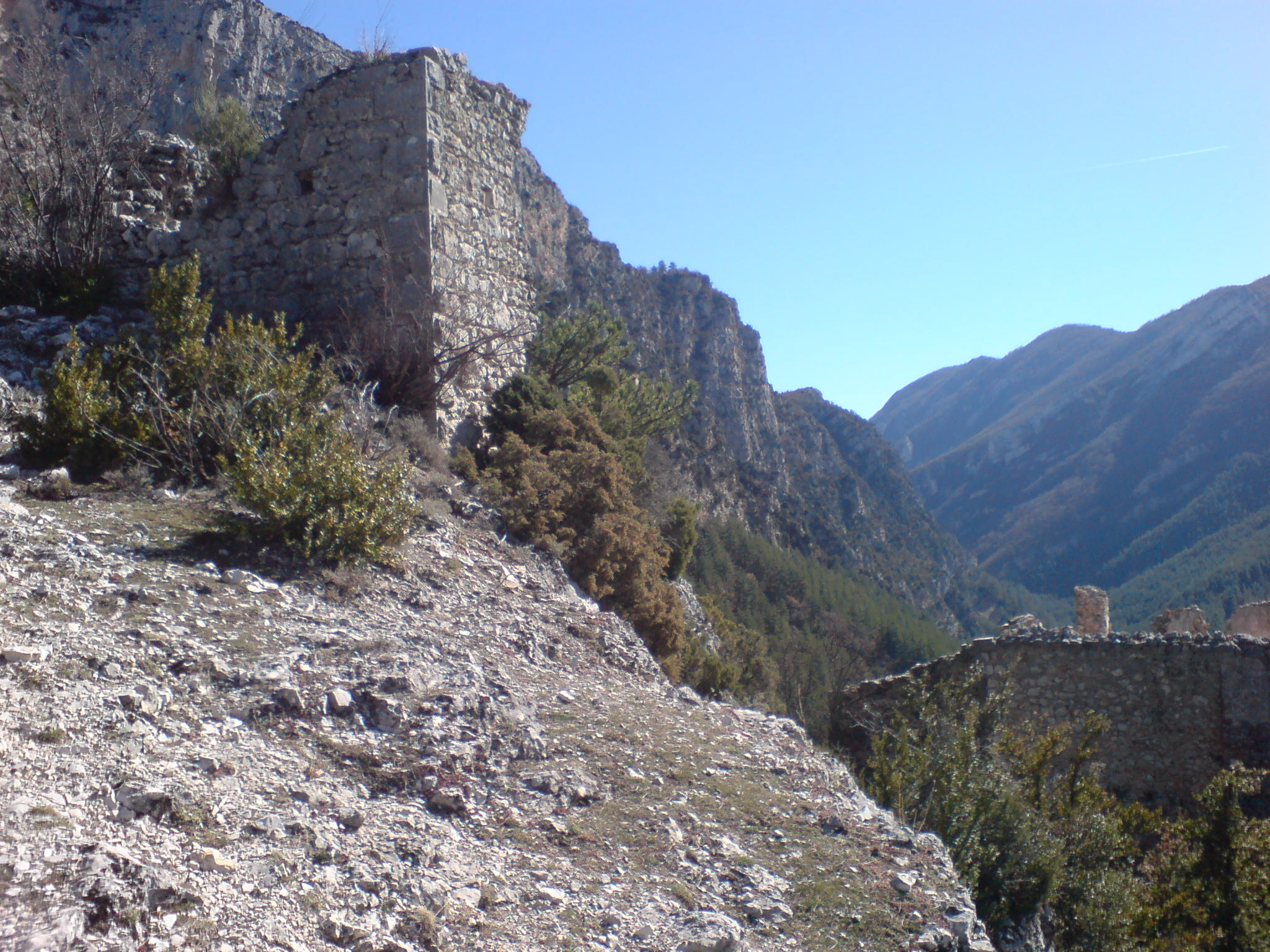
Ruines de l’abbaye Saint-André devant les gorges de Trévans
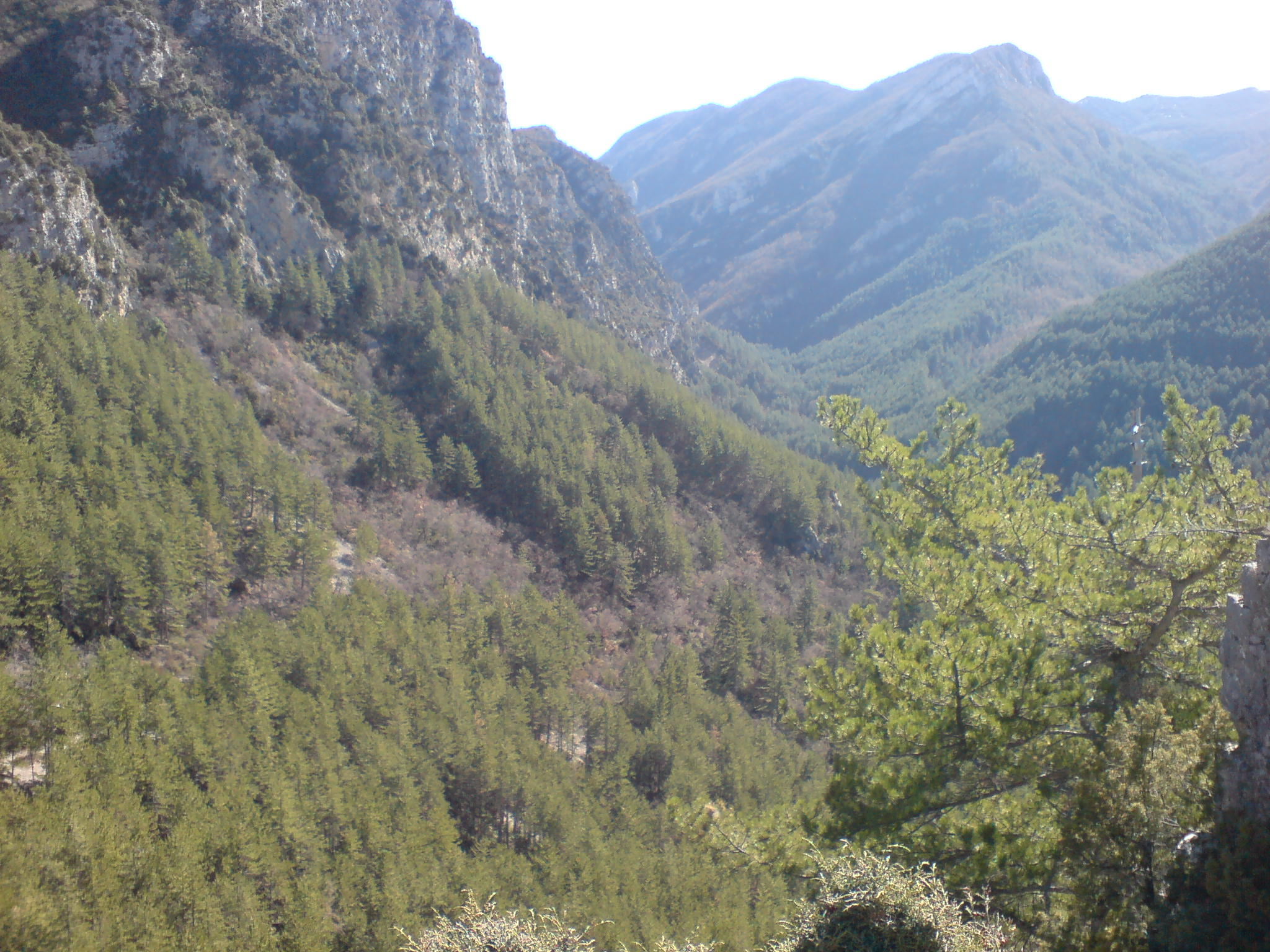
Les gorges de Trévans
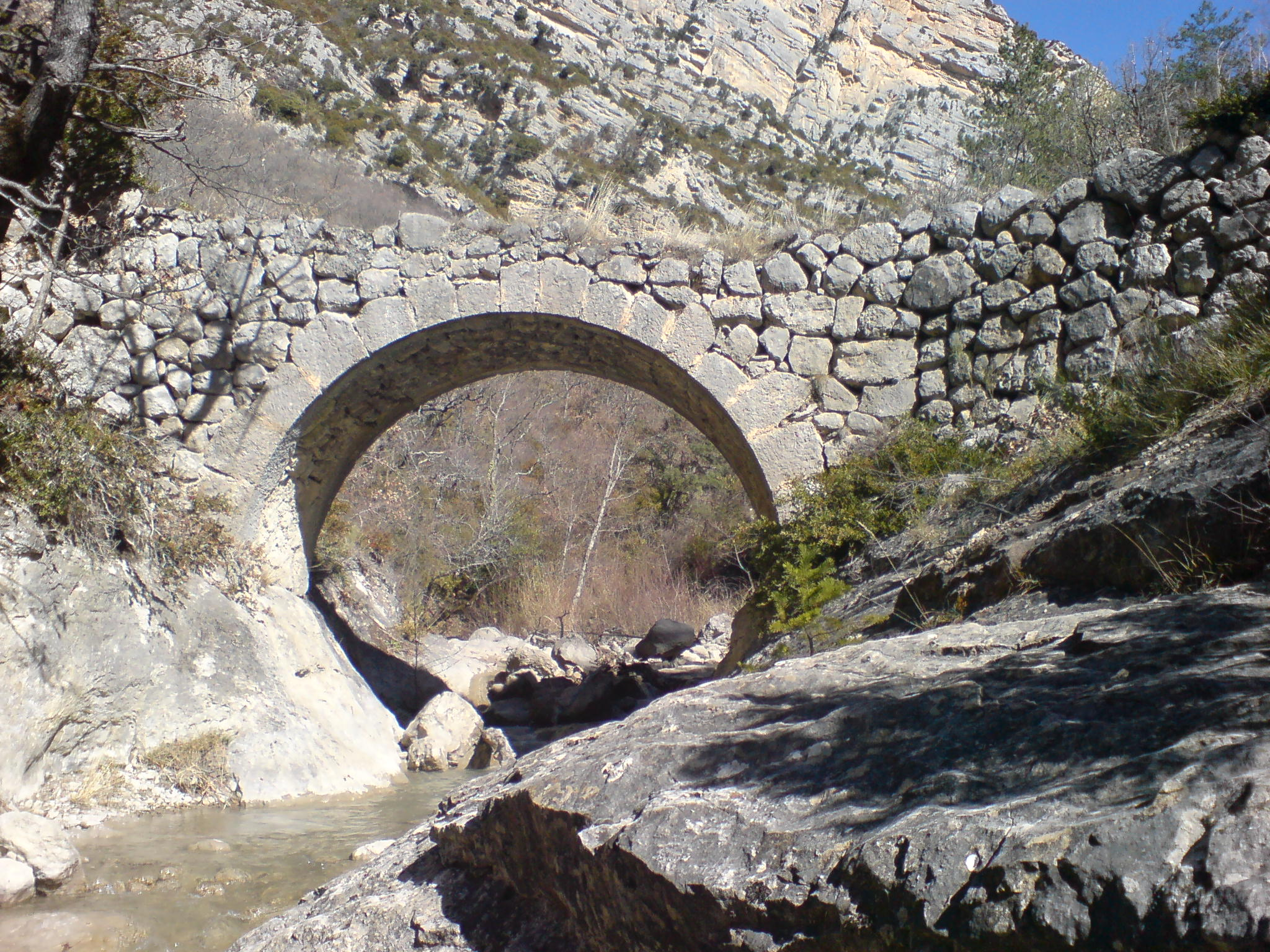
Pont dit romain, construit en 1851 sur un chemin muletier

## Sources
1. 1 2 3 4  Jacques Perret, Laurent Dobremez, Sophie Bouju. « Les logiques d'acteurs d'un espace désertifié. Massif du Montdenier. Alpes de Haute-Provence, France », Revue de géographie alpine. 1993, Tome 81 no 3. p. 67-81.
2. ↑  Ministère de l'Agriculture, « Orientation technico-économique de l’exploitation », Recensements agricoles 2010 et 2000. (lien : attention, le fichier fait 4,4 Mio)